# Franciszek Kamiński (generał brygady)

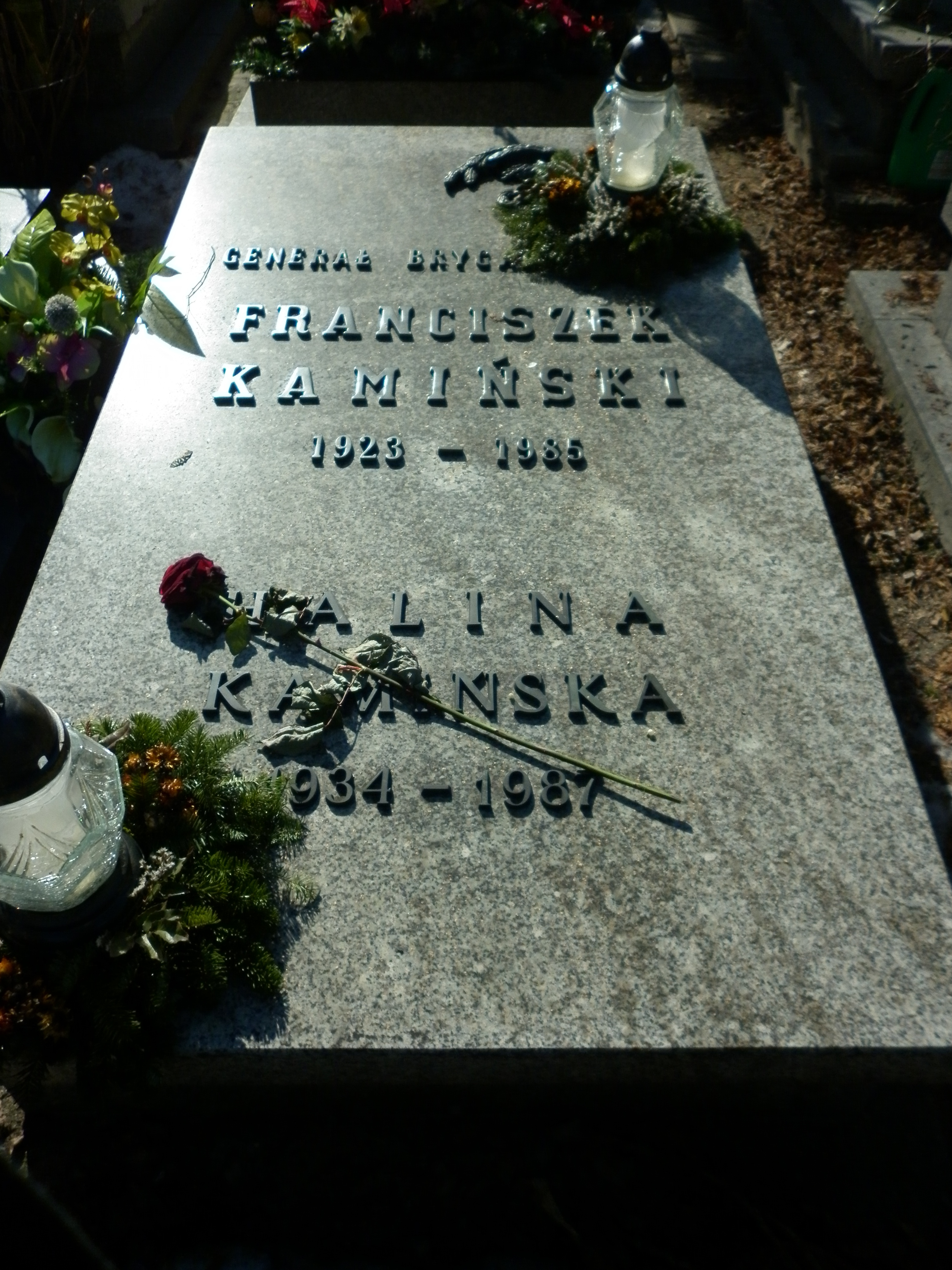
Grób Franciszka Kamińskiego na Cmentarzu Wojskowym na Powązkach

Franciszek Kamiński (ur. 5 sierpnia 1923 w Kołomyi, zm. 4 stycznia 1985 w Warszawie) – generał brygady pilot Wojska Polskiego.

## Życiorys
Kształcił się w Łodzi i Kołomyi; naukę przerwał wybuch wojny. W 1941 skończył szkołę sowiecką. Do 1944 był robotnikiem, w marcu 1944 został wcielony do batalionu szturmowego Armii Czerwonej walczącego z UPA. Krótko potem wstąpił do Polskich Sił Zbrojnych w ZSRR, ukończył szkołę mechaników w Gostomlu k. Kijowa. Mechanik lotniczy w 2 pułku bombowców nocnych „Kraków”, walczył na Mazowszu, następnie na Pomorzu, 24 listopada 1944 lekko ranny. W kwietniu 1945 wstąpił do Wojskowej Szkoły Pilotów w Dęblinie. W grudniu 1947 ukończył tę szkołę ze stopniem chorążego. Od 1 września 1949 dowódca klucza 4 eskadry, potem klucza 16 eskadry. W 1949 skończył kurs szefów strzelania powietrznego pułków ze stopniem porucznika. Od lipca 1951 dowódca eskadry, od grudnia 1952 dowódca 11 pułku lotnictwa myśliwskiego 6 Dywizji Lotnictwa Myśliwskiego w stopniu kapitana, następnie majora. 1953–1954 na kursie w Ośrodku Szkolenia Sił Powietrznych w Taganrogu, po powrocie został podpułkownikiem. Od października 1956 dowódca 10 Dywizji Lotnictwa Myśliwskiego OPL w Słupsku. Od listopada 1957 komendant Oficerskiej Szkoły Lotniczej w Dęblinie. 1959–1961 studiował w Akademii Sztabu Generalnego Sił Zbrojnych ZSRR im. K. Woroszyłowa w Moskwie, po powrocie został zastępcą dowódcy Lotnictwa Operacyjnego do spraw szkolenia bojowego. Od 1 października 1961 dowódca 9 Dywizji Lotnictwa Myśliwskiego w Malborku. Od lipca 1963 zastępca dowódcy Lotnictwa Operacyjnego do spraw liniowych, a od 7 listopada 1963 dowódca Lotnictwa Operacyjnego.
Należał do PPR, a od 1948 roku – PZPR. W latach 1963–1968 był członkiem Komitetu Wojewódzkiego PZPR w Poznaniu, a w latach 1975–1978 – członkiem KW PZPR w Opolu
W październiku 1963 mianowany generałem brygady. Nominację wręczył mu w Belwederze przewodniczący Rady Państwa PRL Aleksander Zawadzki w obecności ministra obrony narodowej marszałka Polski Mariana Spychalskiego.
Od grudnia 1967 zastępca dowódcy Wojsk Lotniczych do spraw lotnictwa operacyjnego. W grudniu 1975 został wyznaczony na stanowisko szefa Wojewódzkiego Sztabu Wojskowego w Opolu. Od października 1979 zastępca dowódcy Pomorskiego Okręgu Wojskowego w Bydgoszczy do spraw Obrony Terytorialnej. Od marca 1981 do czerwca 1984 przewodniczący Wojewódzkiej Rady Narodowej w Bydgoszczy. Od lutego 1984 zastępca Głównego Inspektora Obrony Terytorialnej do spraw organizacji paramilitarnych.
Zmarł w szpitalu klinicznym WAM w Warszawie. Pochowany 9 stycznia 1985 roku na Cmentarzu Wojskowych Powązkach w Warszawie (kwatera B4-7-5). W pogrzebie wzięła udział delegacja WP z ministrem obrony narodowej generałem armii Florianem Siwickim. Mowy pogrzebowe wygłosili: zastępca Głównego Inspektora Obrony Terytorialnej, generał dywizji Wacław Jagas oraz dowódca Wojsk Lotniczych, generał dywizji pilot Tytus Krawczyc.

## Awanse
- chorąży – 1947
- podporucznik – 1948
- porucznik – 1949
- kapitan – 1951
- major – 1953
- podpułkownik – 1954
- pułkownik – 1958
- generał brygady – 1963

## Odznaczenia
- Order Sztandaru Pracy I klasy (1981)
- Order Sztandaru Pracy II klasy (1964)
- Krzyż Komandorski Order Odrodzenia Polski (1968)
- Order Krzyża Grunwaldu III klasy (1973)
- Złoty Krzyż Zasługi (1957)
- Srebrny Krzyż Zasługi (1952)
- Brązowy Krzyż zasługi (1946)
- Srebrny Medal „Zasłużonym na Polu Chwały”
- Brązowy Medal „Zasłużonym na Polu Chwały”
- Medal Zasłużonym dla Lotnictwa
- Medal 10-lecia Polski Ludowej
- Medal 30-lecia Polski Ludowej
- Medal 40-lecia Polski Ludowej
- Złota Odznaka „Zasłużony Działacz Kultury Fizycznej” (1975)[4]
- Złota odznaka honorowa „Za Zasługi dla Warszawy” (1977)[5]
- Pamiątkowa odznaka XX-lecia Oficerskiej Szkoły Lotniczej (1965)
- Odznaka "Zasłużony Pracownik Naftobudowy" (1973)[6]
- Order Wojny Ojczyźnianej I stopnia (ZSRR) (1968)